# Redło (Osina)
Redło (deutsch Pflugrade) ist ein Dorf in der Woiwodschaft Westpommern in Polen. Es gehört zur Gmina Osina (Landgemeinde Schönhagen) im Powiat Goleniowski (Gollnower Kreis).

## Geographische Lage
Das Dorf liegt in Hinterpommern, etwa 40 Kilometer nordöstlich von Stettin entfernt. Nachbarorte sind im Westen Węgorzyce (Wangeritz), im Norden Krasnołęka (Neu Langkafel), im Osten das an den Woiwodschaftsstraßen 106 und 146 gelegene Jenikowo (Hohen Schönau) und im Süden Godowo (Freiheide).

## Geschichte
Das Dorf wurde 1490 erwähnt, als ein Johannes Wegener als Pfarrer von Pflugrade und Wangeritz eingeführt wurde. 
1566 gründete Graf Ludwig III. von Eberstein das Vorwerk Pflugrade.
1591 nahm sein jüngerer Bruder Graf Wolfgang II. von Eberstein bis zu seinem Tod 1592 im Ort Wohnung, nachdem er sich mit den Bürgern seiner Stadt Massow über Burg-, Feld-, Wald- und Fischereidienste und über die Rechtspflege und das Kirchenpatronat nicht einig werden konnte.
Um 1645 strengte Hasso Adam von Flemming auf Matzdorf eine Klage gegen die Ebersteiner an, da diese noch in seiner Schuld standen. Er erhielt das Gut Pflugrade, welches er bereits über Jahre als Pfand gehalten hatte.
Gegen Ende des siebzehnten Jahrhunderts lag Pflugrade auf dem großen preußisch-russischen Postkurs. Von Berlin über Massow kommend ging er durch Pflugrade und weiter über Langkafel und Naugard nach Königsberg.
Laut Kaufkontrakt vom 18. April 1824 haben die sieben bäuerlichen Wirte, darunter einer mit dem Namen Schmeling, der Krugbesitzer und ein Büdner das Vorwerk Pflugrade zum "ganz freien Eigenthum" erworben. Nach dem Attest der königlichen Regierung vom 20. Januar 1833 hatten sie beim Kauf des Vorwerks die Befugnis erhalten, es nach Gefallen zu parzellieren.
Pflugrade hatte um 1870 476 Einwohner in 71 Wohnhäusern und 4 gewerbliche Gebäude, die besteuert wurden. Außerdem gab es 75 steuerfreie Gebäude, darunter auch Gebäude, die der Kirche gehörten. In die Schule ging 75 Kinder. Als Schulgeld wurde pro Kind ein Thaler und eine Fuder Holz gegeben.
1939 hatte Pflugrade 363 Einwohner. Vor 1945 bildete Pflugrade eine Landgemeinde im Landkreis Naugard der preußischen Provinz Pommern.
1945 kam das Dorf, wie ganz Hinterpommern, an Polen. Es erhielt den polnischen Ortsnamen Redło.

## Sehenswürdigkeiten
- Dorfkirche, ein spätgotischer Findlingsbau, Ostseite mit Blenden verziert

## Persönlichkeiten: Söhne und Töchter des Ortes
- Friedrich Lenz (1846–1930), deutscher Eisenbahnunternehmer
- Fritz Lenz (1887–1976), deutscher Anthropologe, Humangenetiker und Eugeniker, Hochschullehrer in Göttingen
- Willi Griebenow (1897–1991), deutscher Heimatforscher

## Verweise